# Atentados de Volgogrado de diciembre de 2013
Los atentados de Volgogrado de diciembre de 2013 fueron dos ataques suicidas islamistas que tuvieron lugar el 29 de diciembre y 30 de diciembre de 2013 en Volgogrado, en el centro de la provincia de Volgogrado, en Rusia. Ambos ataques dejaron un saldo total de 34 muertos y 86 heridos. Entre las víctimas de ambas explosiones se encuentran ciudadanos de cuatro regiones diferentes del país y un ciudadano de Armenia. A unas seis semanas de los Juegos Olímpicos de Sochi 2014, se trataron de los ataques más sangrientos desde que en el 2011 murieron unas 35 personas en un atentado en el aeropuerto de Domodédovo en Moscú.
El primer ataque ocurrió el día 29 y fue perpetrado por una atacante suicida que detonó una bomba en el interior de la estación de trenes donde se encontraban entre 200 y 300 personas, matando a 18 personas (incluyendo a la atacante) e hiriendo al menos a otros 50 (de los cuales 30 eran de gravedad). La estación estaba concurrida debido a las fiestas de fin de año.
El día siguiente, el 30 de diciembre en la mañana, ocurrió otro atentado en la ciudad, esta vez contra un trolebús que conecta un suburbio con el centro de Volgogrado. Fue perpetrado por un atacante suicida masculino y dejó un saldo de 16 muertos (incluyendo al atacante) y 41 heridos (28 de gravedad).
En octubre de 2013 ya había ocurrido en Volgogrado un atentado contra un autobús en el que fallecieron ocho personas.

## 29 de diciembre

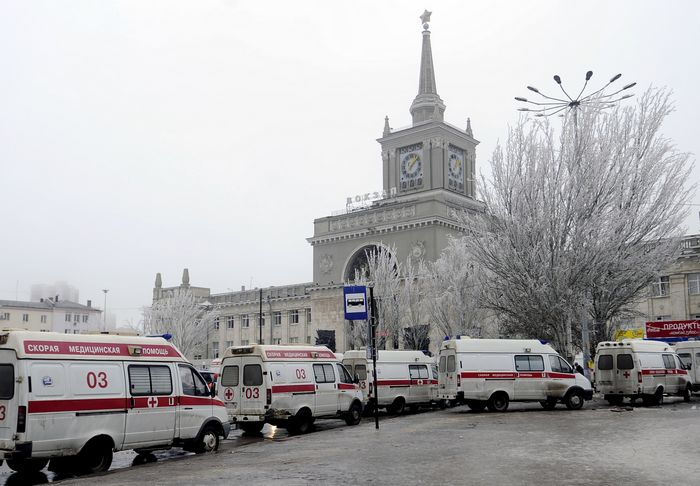
Equipos de emergencias a las afueras de la estación.

A las 12:45 (UTC+4) (08:45 GMT) una atacante suicida detonó un explosivo (cuya potencia equivale al menos a 10 kilos de trilita) en la estación de Volgogrado matando a 18 personas e hiriendo a otras 50. La explosión destruyó las ventanas de la primera y la segunda planta, así como las puertas centrales de la estación. Personas que oyeron la explosión pensaron que un avión se había estrellado debido a la niebla que afectaba a la ciudad, por lo que en pocos minutos llegaron equipos de bomberos. Las autoridades indicaron que la explosión tuvo lugar cerca de los detectores de metal de la entrada de la estación, donde en ese momento se encontraban entre 200 y 300 personas en el edificio. Un video de la explosión fue captado por una cámara de circuito cerrado de televisión en las inmediaciones de la estación.
La explosión tuvo lugar cuando la atacante puso su bolsa en la cinta transportadora cerca del arco de seguridad de la estación. Uno de los policías que se encontraban allí, Dmitri Makovkin, vio que el detector sonó y al ver a la potencial terrorista se abalanzó sobre ella. El agente murió en el acto. Rápidamente después de la explosión, la estación fue evacuada, los servicios ferroviarios cesaron y llegaron los equipos de emergencias y 30 ambulancias. Los heridos más graves fueron trasladados en avión a Moscú para un tratamiento especial por órdenes del presidente Vladímir Putin. Ningún grupo se ha atribuido la responsabilidad del ataque, pero las autoridades rusas consideraron que fue un acto de terrorismo y que podría tratarse de terroristas islamistas del Cáucaso Norte.
Momentos más tarde se halló una granada sin explotar en el lugar del atentado que fue destruida. Entre la noche del 29 y las primeras horas del día 30, un avión con siete heridos graves aterrizó en un aeródromo en las afueras de Moscú. Las víctimas fueron trasladadas a hospitales moscovitas para recibir la asistencia médica requerida.

## 30 de diciembre

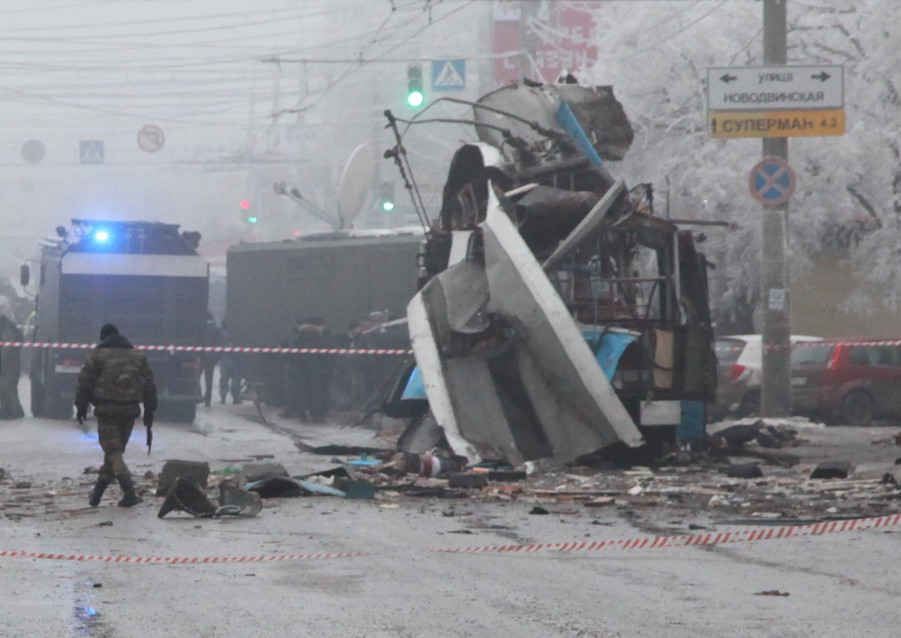
Vista del trolebús siniestrado tras la explosión.

Un segundo ataque suicida ocurrió en la nebulosa mañana del 30 de diciembre a las 08:23 (hora de Moscú) (04:23 GMT) en el distrito de Dzerzhinsky en Volgogrado, dirigido a un trolebús ZiU-9 número 1233 de la ruta 15A, que conecta un suburbio con el centro de la ciudad, cuando pasaba por uno de los mercados de la ciudad, concurrido por las vísperas de las fiestas de Año Nuevo. Dejó un saldo de 16 muertos y 41 heridos (28 de gravedad).
La explosión tuvo lugar en la parte posterior del trolebús y como resultado el techo del vehículo voló y también las ventanas de los edificios cercanos fueron destruidas con la onda expansiva. En ese momento, el vehículo trasladaba pasajeros a sus lugares del trabajo y entre los heridos hubo dos adolescentes, una mujer embarazada y un bebé que entró en coma. Los restos del atacante masculino fueron localizados y enviados para una prueba genética y más tarde se confirmó su identidad. Las autoridades decretaron cinco días de duelo. La detonación tuvo una potencia equivalente al menos a cuatro kilogramos de trilita.
Tras los dos ataques, muchos centros comerciales cerraron sus puertas y todos los entretenimientos masivos programados para los días siguientes fueron cancelados. Las autoridades activaron la alerta roja en Volgogrado y las medidas de seguridad se reforzaron, sobre todo en las zonas más concurridas como las comerciales y en los puntos de entrada y salida de pasajeros. Además, eran pocos los ciudadanos que se atrevían a subirse en el transporte público después de los dos atentados. El día 31, comenzaron los funerales de los fallecidos en ambas explosiones.

## Sospechosos
Según información difundida por ITAR-TASS, en la estación de trenes se halló la cabeza de la terrorista suicida (denominada shajidka o viuda negra) llamada Oksana Aslánova, tenía 26 años, era oriunda de la república rusa de Daguestán y tenía una amistad con la terrorista que se inmoló en un atentado contra un autobús en octubre. Se informó también que Aslanova tenía orden de búsqueda y captura desde junio del 2012, como así también que se iniciaron las investigaciones del ADN. Aunque, otras fuentes aseguraron que la persona que desató las sospechas de los agentes era un hombre, al parecer acompañado de una chica. Según otras fuentes, la Policía halló en el lugar del atentado un dedo masculino sujetando la anilla de una granada. Eso hizo sospechar a la Policía de que el atentado fuera perpetrado por dos personas, un hombre y una mujer. Todavía siguen las investigaciones de varias hipótesis. Algunas fuentes reportaron que el apellido del atacante era Pávlov.
El presunto atacante del trolebús, Pável Pechionkin, tenía 32 años y era paramédico. Nacido en Volzhsk, Mari-El, defendía la causa de los insurgentes en Daguestán a principios de 2012, y se convirtió al Islam antes de tomar el nombre de Ansar Ar-russi. Otras fuentes indicaban que él era el atacante de la estación de tren.
También existen otras sospechas hacia el terrorista checheno Dokú Umárov, quien ha pedido ataques terroristas suicidas y ha apoyado, e incluso, tomado responsabilidad de varios ataques anteriores. El 4 de enero, los servicios especiales rusos identificaron a otros dos presuntos participantes en la organización de los atentados. Procedentes de la República rusa de Daguestán, se trata de Asker Samédov y Magomed Isaev.

## Reacciones

### En Rusia

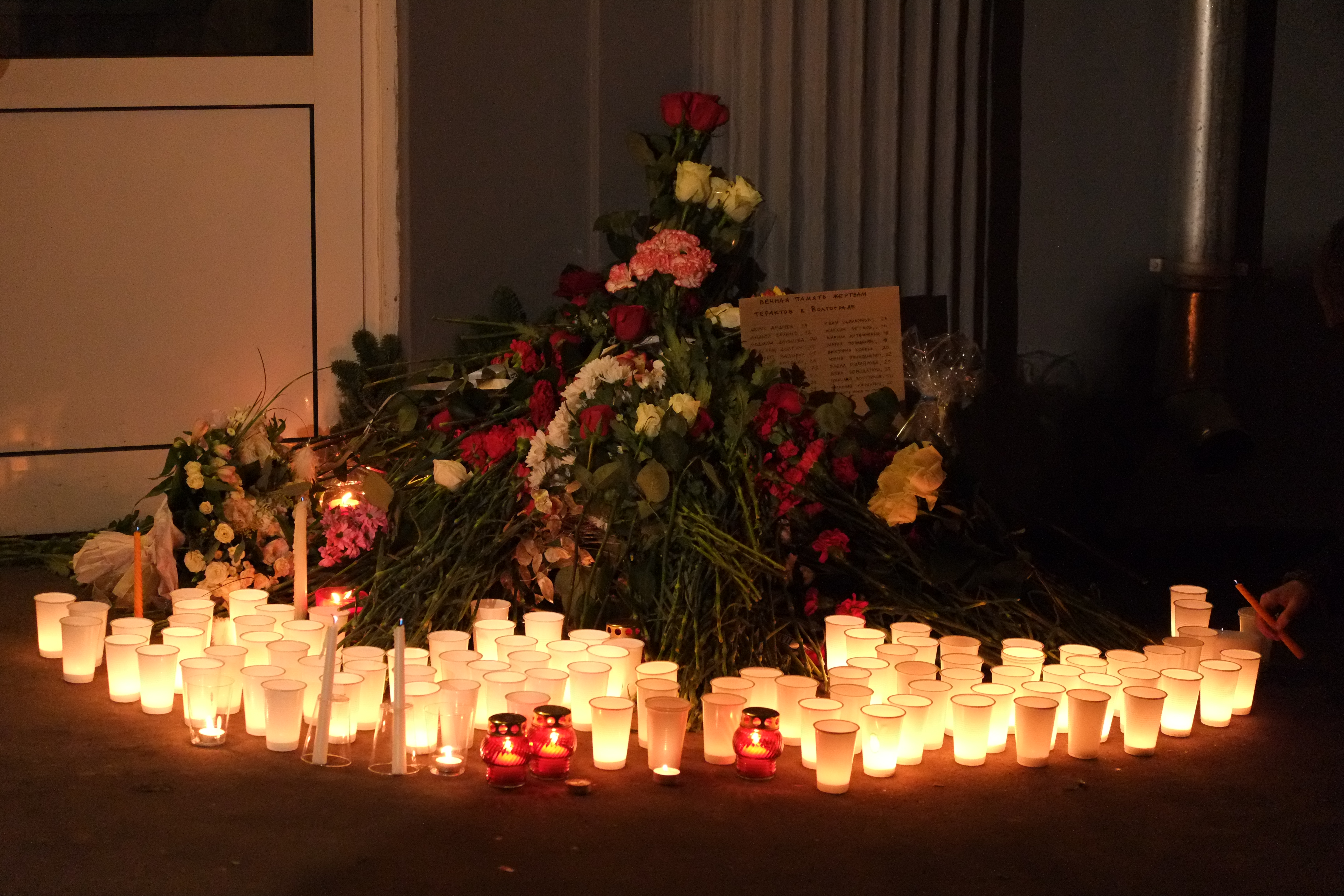
Flores y velas colocadas cerca del edificio de los representantes de la región de Volgogrado en Moscú para expresar solidaridad.

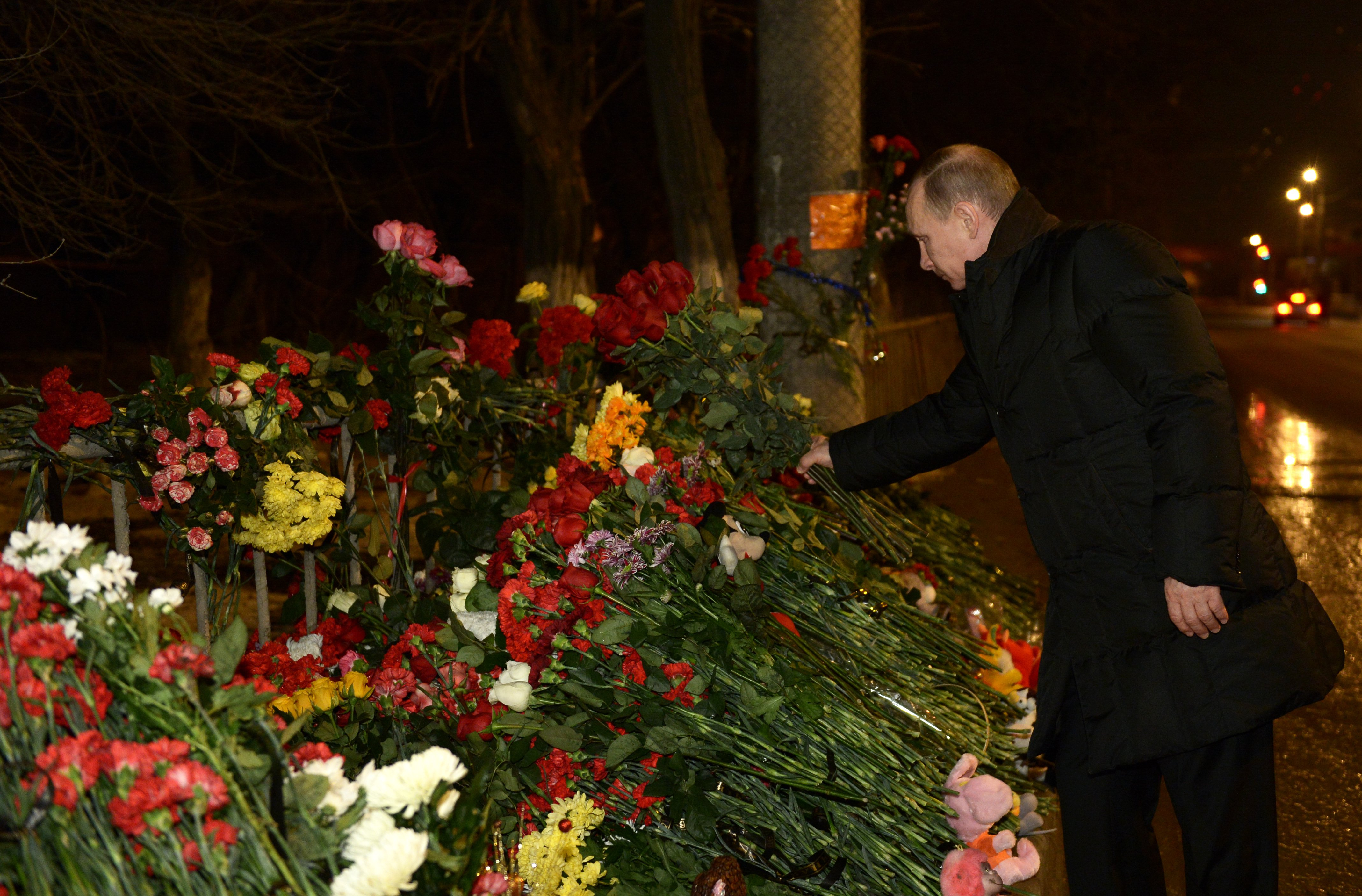
Putin en el sitio del ataque al trolebús

- El presidente ruso Vladímir Putin expresó su pesar y sus condolencias a las familias de las víctimas. También ordenó a los jefes de los organismos encargados de hacer cumplir la ley establecer las causas del ataque terrorista e identificar a los organizadores y llevarlos ante la justicia. El día 29 por la noche, firmó la ley que impone penas de hasta cinco años de prisión por incitación pública al separatismo. La legislación añade al derecho penal un nuevo artículo que establece la responsabilidad por "incitación pública a acciones destinadas a violar la integridad territorial" del país.[15]

El día 30, el presidente se reunió con el director del Servicio Federal de Seguridad, Alexandr Bórtnikov, y el ministro del Interior, Vladímir Kolokóltsev, a raíz de los dos atentados en Volgogrado. El mandatario fue informado sobre las medidas que se están tomando para reforzar la seguridad tras los ataques terroristas. "El director del FSB y el titular del Interior han informado al presidente sobre las operaciones que ambos organismos llevaron a cabo la víspera y hoy en Daguestán y en el Territorio de Stávropol y en las que fueron abatidos varios terroristas", indicó el portavoz del Kremlin, Dmitri Peskov, al agregar que Putin "ha dado las órdenes pertinentes" a las dos entidades.
Vladímir Putin viajó a Volgogrado el 1 de enero, horas después de entregar el discurso de Año Nuevo en el que llamó a los ataques de "inhumanos" y prometió que su país continuará a la batalla a los terroristas hasta que se eliminen. Poco después de llegar a Volgogrado, Putin se reunió con funcionarios regionales y federales de alto rango para discutir "lo que se hace aquí y en todo el país para mantener la seguridad pública" y dijo que "la atrocidad del delito cometido aquí en Volgogrado no necesita comentarios adicionales. No importa lo que motiva a los criminales, no hay justificación para el asesinato de civiles, especialmente mujeres y niños". Él prometió que su país continuará la batalla a los terroristas hasta que se eliminen y que las fuerzas rusas "hacen todo lo posible para proteger a las mujeres y los niños durante sus operaciones". Después de la reunión, puso flores en el lugar del ataque de trolebuses y visitó a las víctimas que estaban siendo tratados en uno de los hospitales de la ciudad.
- El gobernador de la región de Volgogrado, Serguéi Bozhénov, informó que las familias de todas las víctimas recibirán una indemnización de 1 millón de rublos (unos 30.600 dólares), y los heridos recibirán de 200.000 a 400.000 rublos (de 6.250 a 12.500 dólares).[15][36] También decretó un luto desde el 30 de diciembre hasta el 3 de enero.[15]
- El Ministerio del Interior de Rusia ha ordenado reforzar las medidas de seguridad en todos los aeropuertos y estaciones de trenes de Rusia.[15]
- El Comité de Investigación de Rusia han incoado dos causas penales bajo los artículos "atentado" y "tráfico ilícito de armas" del Código Penal de Rusia.[15]
- Las autoridades de Volgogrado proclamaron la alerta roja por terrorismo.[15]
- El Secretario del Consejo de Seguridad Ruso, Nikolái Pátrushev, sostuvo una reunión extraordinaria de la Comisión Nacional de Lucha contra el Terrorismo, en la que se tomaron medidas urgentes sobre los actos terroristas en Pyatigorsk y Volgogrado.[37]
- El Comité Nacional de Lucha contra el Terrorismo y el centro de operaciones de emergencia del óblast de Volgogrado ordenaron movilizar a voluntarios y efectivos para proteger el orden público en la ciudad y en el control del transporte y el ejercicio sobre la protección de infraestructuras vitales. El personal del Ministerio del Interior del óblast y las tropas internas desplegadas en la ciudad de Kalach, la región de Volgogrado, se han colocado bajo el mando operativo del jefe del principal departamento del Ministerio del Interior para el óblast de Volgogrado.[38]
- El 30 de diciembre, un grupo de varias personas fueron colocando flores y velas cerca del edificio de los representantes de la región de Volgogrado en Moscú para expresar su solidaridad con las víctimas.[39][5]

### En el exterior
- El secretario general de la OTAN, Anders Fogh Rasmussen, expresó sus condolencias a los familiares y amigos de las víctimas: "Condeno enérgicamente el atentado terrorista en Rusia en la estación de tren de Volgogrado". También indicó que "la OTAN y Rusia se unen en la lucha contra el terrorismo, incluso mediante el trabajo conjunto en la tecnología para prevenir los ataques contra los sistemas de transporte público".[15][40]
- El Comité Olímpico Internacional ha expresado su solidaridad con las víctimas, pero subrayó que confía en que las medidas de seguridad de Rusia para los Juegos Olímpicos de Sochi 2014 serán adecuados.[41]
- El presidente ucraniano, Víktor Yanukóvich, dijo que "Compartimos el dolor de quienes perdieron a sus seres queridos y condenamos categóricamente cualquier manifestación de terrorismo".[42]
- El presidente de Estonia, Toomas Hendrik Ilves, dijo que "esta tragedia se produjo apenas días antes del Año Nuevo, cuando muchas personas se van de casa para las fiestas, es particularmente terrible".[42]
- Los gobiernos de Letonia y Lituania también expresaron sus condolencias a las familias de las víctimas.[42]
- El secretario general de la ONU, Ban Ki-Moon, expresó su solidaridad con Rusia tras el atentado terrorista e instó a llevar ante la justicia a aquellos que estén detrás de este "acto cobarde".[15] Mientras que el Consejo de Seguridad de la ONU condenó los dos atentados y ha expresado su total "indignación".[7]
- El gobierno de Estados Unidos condenó el atentado y expresó su solidaridad con el pueblo de Rusia en un comunicado hecho público por la portavoz del Departamento de Estado, Jen Psaki. "Estados Unidos condena enérgicamente el atentado terrorista en Volgogrado. Expresamos nuestras sinceras condolencias a las familias de las víctimas y la solidaridad con el pueblo ruso en la lucha contra el terrorismo en todas sus formas".[15]
- El mandatario chino, Xi Jinping, condenó enérgicamente el ataque y ofreció sus condolencias a Vladímir Putin y a los familiares de las víctimas.[43][44]
- El mandatario venezolano Nicolás Maduro condenó el atentado en Volgogrado, exhortó al cese del terrorismo como manera de expresión y como forma de ataque, y expresa su solidaridad a Rusia, y a Putin.[45]
- El mandatario francés François Hollande calificó el ataque como "atroz".[46] En un comunicado se informó que "Francia condena firmemente el atentado ocurrido hoy en Volgogrado. Expresamos nuestras más profundas condolencias a las familias de las víctimas. En estos momentos difíciles, Francia ofrece a las autoridades y al pueblo ruso por su solidaridad".[47]
- El gobierno en Atenas se refirieron a los ataques como un "acto terrorista bárbaro".[46]
- El presidente del Consejo Europeo, Herman Van Rompuy, calificó el ataque como "despreciable" y llamó a la solidaridad con las víctimas.[1]
- El presidente de Serbia, Tomislav Nikolic, y el primer ministro Ivica Dacic, enviarion un telegrama de pésame al primer ministro ruso.[48]
- El presidente croata, Ivo Josipovic, envió el presidente ruso "sus profundas condolencias sinceras y solidaridad con el pueblo amigo ruso".[49]
- El Gobierno de Chile emitió un comunicado expresando que el "pueblo de Chile hacen llegar al Gobierno y pueblo de la Federación Rusa y a las familias de las víctimas sus más profundas condolencias y sentimiento de solidaridad. El Gobierno de Chile reafirma que el terrorismo, en todas sus formas y manifestaciones, constituye una de las más serias amenazas a la paz y seguridad y cualquier acto de terrorismo es un hecho criminal e injustificable, cualquiera sea su motivo y quienquiera lo cometa. El Gobierno de Chile reitera la necesidad de intensificar la cooperación internacional en la lucha contra el terrorismo, a fin de llevar a los responsables ante la justicia, todo ello de acuerdo a las obligaciones del derecho internacional y con pleno respeto de los derechos humanos."[50]
- La Cancillería Argentina emitió un comunicado en el que informó que la Argentina expresa "su fuerte condena al ataque terrorista", ocurrido en la estación de trenes de Volgogrado. "Junto al pueblo argentino extendemos nuestras más sentidas condolencias a los familiares de las víctimas y expresamos nuestra solidaridad a los heridos por tan condenable acto, así como al pueblo y al Gobierno de la Federación Rusa", declaró el Ministerio de Relaciones Exteriores, a cargo de Héctor Timerman.[51]
- El Gobierno de Colombia, a través de su cancillería, rechazo los ataques terroristas perpetrados en Volgogrado y expreso sus condolencias a los familiares de las víctimas. "El Gobierno de Colombia, como lo ha sostenido en varias oportunidades, también menciono que considera que la lucha contra el terrorismo debe ser una prioridad de todos los países y que se deben emprender acciones conjuntas para ser realmente efectivos en este frente".[52]
- El Gobierno de España emitió un comunicado donde expresó: "en estos momentos de profundo dolor, [el Gobierno español] envía su más sentido pésame a las víctimas y sus familiares, así como al pueblo y autoridades de Rusia, a quienes manifiesta toda su solidaridad y apoyo en la lucha contra la lacra del terrorismo, fenómeno que debe ser combatido con todos los instrumentos que ofrece el Estado de Derecho y con la cooperación internacional."[53]
- El presidente israelí, Shimon Peres, expresó sus condolencias al presidente ruso por los atentados y condenó enérgicamente las acciones de los terroristas.[7]
- La canciller alemana, Angela Merkel, envió una carta al mandatario ruso. Mientras que, Joachim Gauck subrayó en una carta: "Condeno estos actos cobardes de terrorismo y destrucción que violan la humanidad. En nombre de mis compatriotas, me gustaría expresar mi más sentido pésame."[54]
- El presidente de México, Enrique Peña Nieto condenó los atentados y expresó sus condolencias "al pueblo y al Gobierno de la Federación de Rusia" en su cuenta de Twitter.[55]
- Una portavoz del Ministerio de Relaciones Exteriores de Irán dijo que los funcionario de Teherán condenan enérgicamente el ataque y se solidarizan con los familiares de las víctimas.[56]
- A través de su ministro de Exteriores, el gobierno de Siria expresó sus condolencias, condenó el doble atentado, que se produce en una creciente amenaza del terrorismo en todo el mundo, y agregó que "expresa su profunda preocupación en enfrentr el desarrollo del terrorismo internacional y los crímenes brutales que le causan a los ciudadanos inocentes".[57]
- El vice primer ministro y ministro de Relaciones Exteriores belga, Didier Reynders, presentó sus condolencias a las familias y amigos de las víctimas y al Gobierno de la Federación de Rusia y "espera que las autoridades encuentren y procesen a los responsables".[58]
- El Presidente italiano Giorgio Napolitano envió una carta donde condenó los ataques, al tiempo que recordó la fuerte oposición de Italia con el terrorismo y envió condolencias.[59]
- El portavoz del Ministerio de Asuntos Exteriores vietnamita, condenó enérgicamente los ataques y ofreció sus más profundas condolencias al pueblo ruso y a los familiares las víctimas, con la esperanza de que condenen a los culpables.[60]
- En un comunicado del Ministerio de Relaciones Exteriores, "Pakistán condena enérgicamente el atentado terrorista en la estación de Volgogrado que dio lugar a múltiples víctimas y [...] envía sus condolencias a las familias de las víctimas y simpatiza con todos los heridos en este acto de barbarie".[61]
- A través de un comunicado de prensa del Ministerio de Asuntos Exteriores que transmitió sus condolencias, "Emiratos Árabes Unidos condena en los términos más enérgicos el ataque terrorista y pide a la comunidad internacional consultar sobre la lucha contra el terrorismo y luchar erradicar el terrorismo, que son una amenaza a la seguridad y la estabilidad".[62]
- Los gobiernos de Baréin y Egipto también enviarion condolencias y expresaron su repudio a los ataques.[62]
- En una carta al presidente de Rusia, el primer ministro indio ha expresado sus condolencias. Agregó que "la India condena enérgicamente estos ataques terroristas contra civiles inocentes. Estos ataques constituyen una grave violación de los derechos humanos y un crimen contra la humanidad".[62]

## Galería

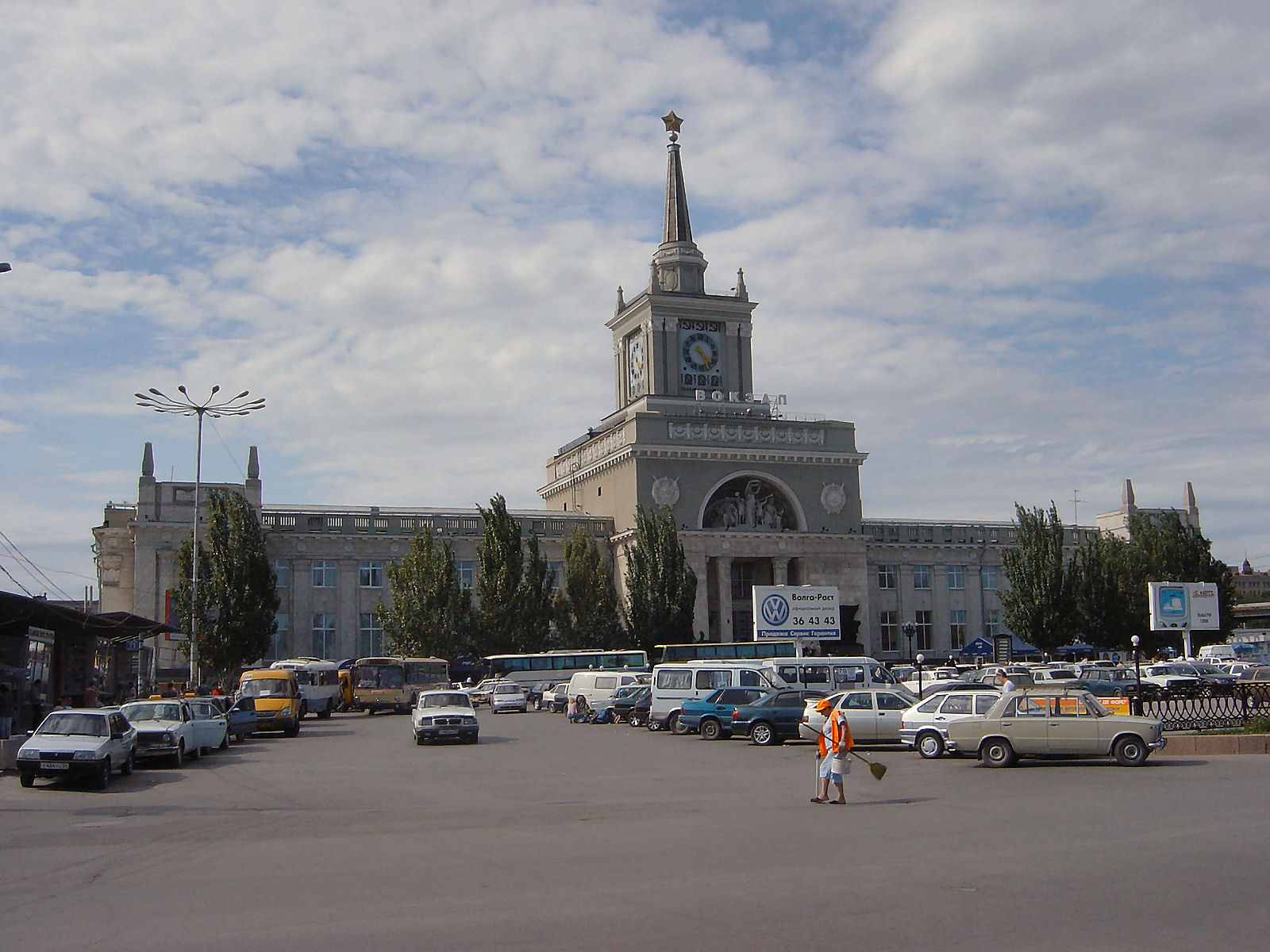
Vista de la estación central de trenes hacia 2005
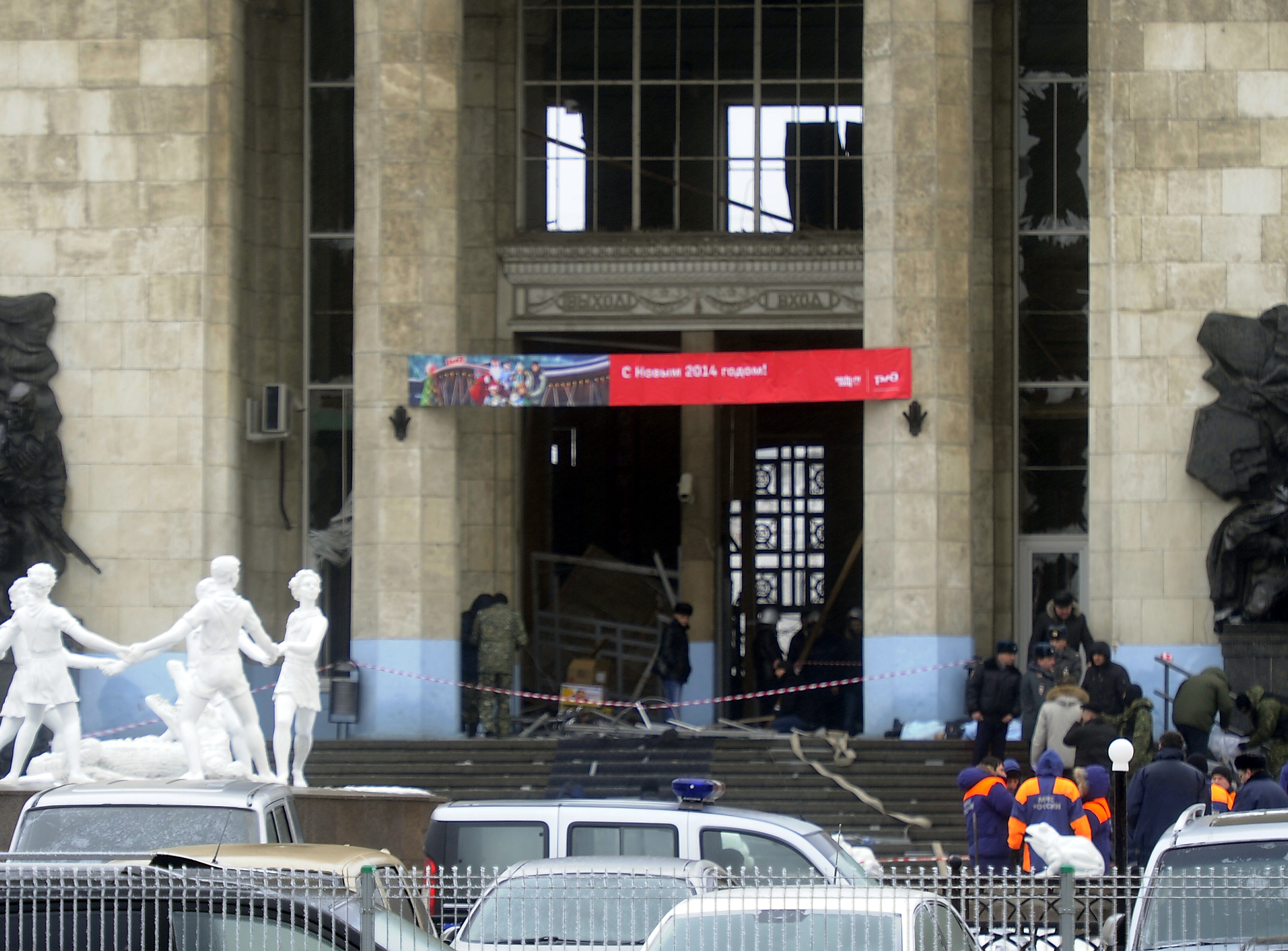
Acceso al edificio después del atentado
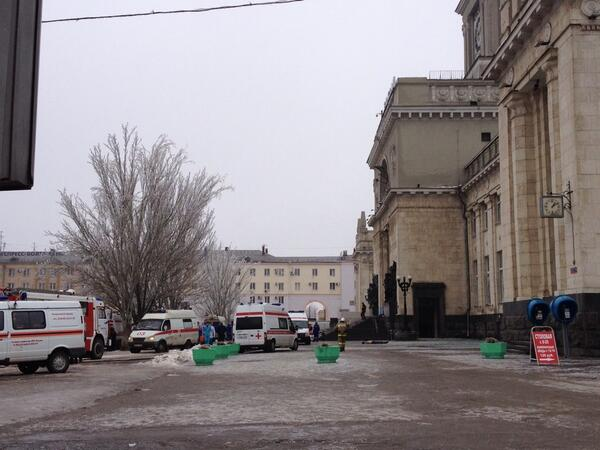
Equipos de emergencias en el lugar
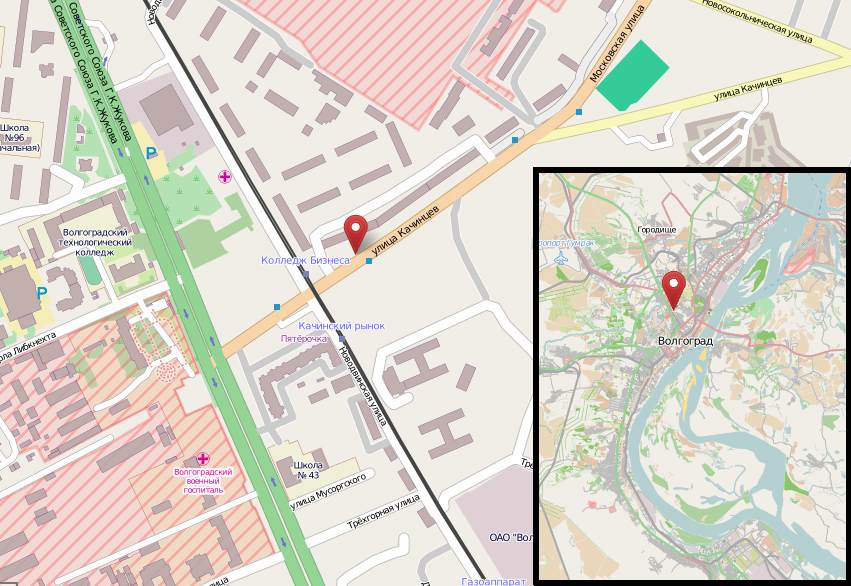
Localización del atentado al trolebús
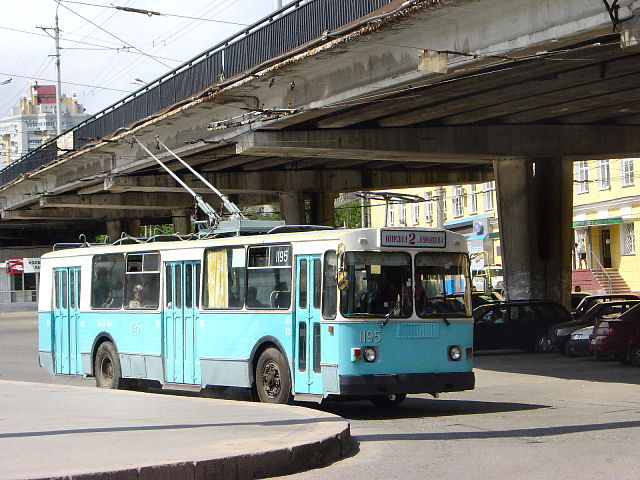
Trolebús ZiU-9 similar al siniestrado
Memorial en la estación de trenes
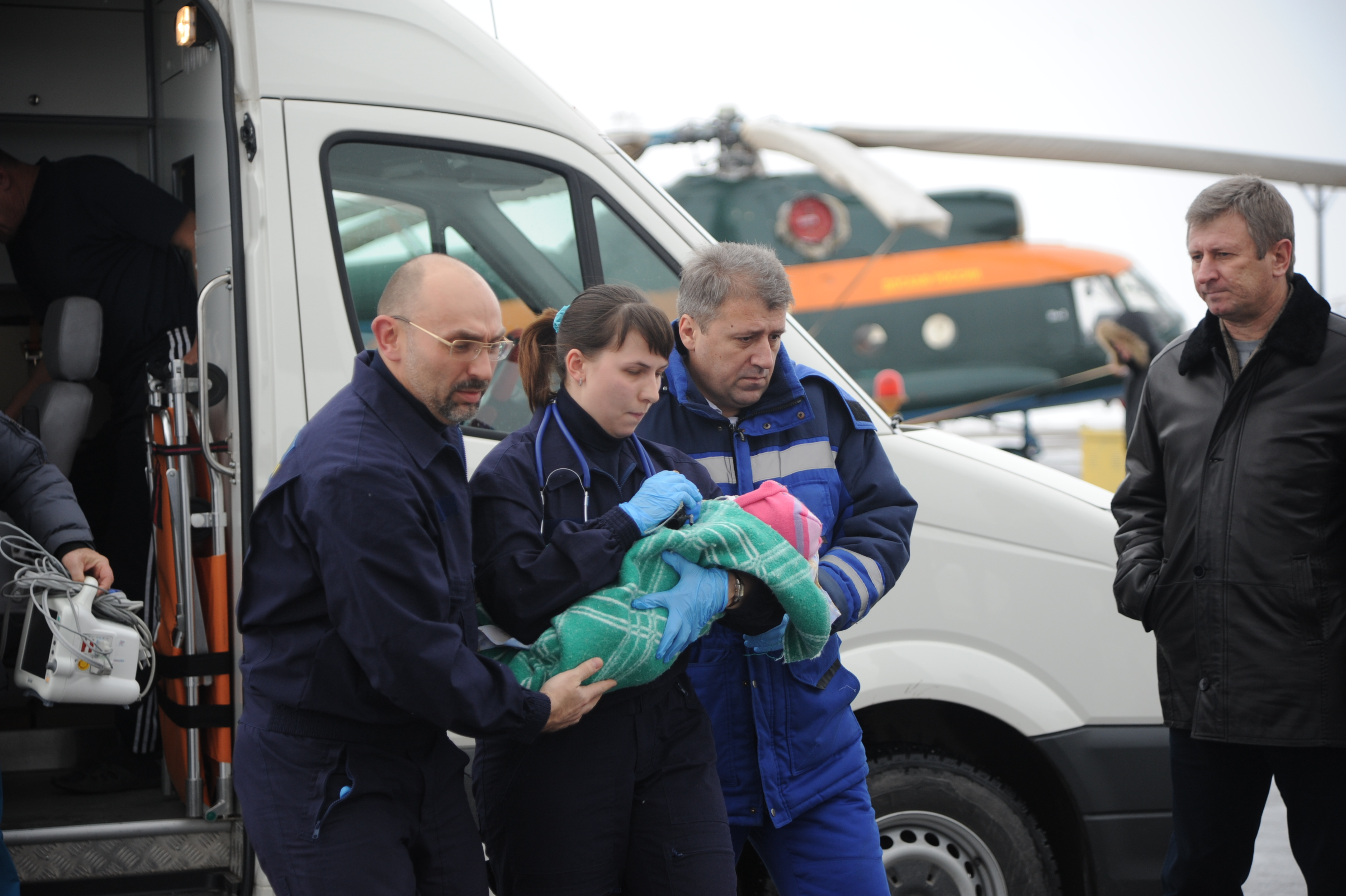
Traslado a Moscú de la bebé herida en el trolebús